# Käsmu
Käsmu (äldre svenska och tyska Kaspervik) är en by (estniska: küla) i  Vihula kommun i landskapet Lääne-Virumaa i norra Estland. Byn ligger på halvön Käsmu poolsaar, vid västra stranden av bukten Käsmu laht (Kaspervik). Området ingår i Lahemaa nationalpark.
Sydväst om byn, på samma halvö, ligger sjön Käsmu järv.